# Joseph Perrot
Pour les articles homonymes, voir Perrot.
Joseph Perrot, né le 18 janvier 1921 à Grand'Combe-des-Bois (Doubs, France) et mort le 22 juin 2005 à Tourrettes (Var, France), est un Père blanc et prélat catholique français, premier évêque de San de 1964 à 1987.

## Formation
Joseph Perrot naît le 18 janvier 1921 au sein d'une famille chrétienne très pratiquante. Il étudie au petit séminaire Notre-Dame de Consolation, puis au grand séminaire de Besançon, à Faverney. Après avoir étudié pendant deux ans la théologie, il fait la demande d'entrer chez les Pères Blancs. Joseph entre ainsi au noviciat en 1942, mais la Seconde Guerre mondiale éclate et il sert comme infirmier dans la défense anti-aérienne, à Oran, Colomb-Béchar, Sidi Bel Abbès, Casablanca et Médiouna, et durant la campagne de France jusqu'à Colmar. 
À son retour, et après son Serment missionnaire le 29 juin 1948, il est ordonné prêtre le 1er février 1949 et nommé à Nouna, au Soudan français.

## Mission en Afrique et épiscopat
Arrivé en Afrique en juin 1949, il devient vicaire, puis curé de la mission de Mandyakuy, aujourd'hui située dans le diocèse de San, au Mali. Il exerce sa fonction durant quinze ans, chez les Bobo-Oulé dont il parle couramment la langue.
Le 30 avril 1962, il est promu supérieur sui juris de San, prélude à la création prochaine d'une hiérarchie au Mali. Le père Joseph fait ensuite sa grande retraite à la Villa Cavaletti avant de prendre possession de son siège de préfet apostolique, le 28 juin 1962.
À la suite de la création du diocèse de San, Joseph Perrot en est nommé l'évêque le 29 novembre 1964. Il est ainsi consacré le 9 janvier 1965, à Mandyakuy par le délégué apostolique de Dakar, Jean-Marie Maury. Ses co-consécrateurs sont alors Luc Auguste Sangaré et Jean-Marie Lesourd.
Il est également Père conciliaire lors des troisième et quatrième sessions du IIe concile œcuménique du Vatican.
Il exerce sa charge jusqu'au 18 novembre 1987 — marquée par une grande retraite à Jérusalem, du 29 septembre au 14 décembre 1982 — puis cède sa place à Jean-Gabriel Diarra. 

## Retour en France
Le 26 janvier 1989, il rentre définitivement en France, où deux hospitalisations d'entrée, à Lons-le-Saunier, sont nécessaires pour s'occuper de son diabète.
Après un court passage par le Centre spirituel de Consolation du diocèse de Besançon, Lucien Daloz lui propose un poste de vicaire-prêtre auxiliaire au doyenné de Maîche, à partir du 1er octobre 1989 : il est alors responsable de la coopération missionnaire, des messes dominicales, de la Vie montante, de l'Œuvre du Rosaire et de la Fraternité des malades et assure ce service durant deux ans.
Le 17 septembre 1991, il quitte Maîche pour son village natal de Grand'Combe-des-Bois mais, afin de soulager son arthrose et ses rhumatismes, il passe l'hiver 1992, au chaud, au Mali.
À son retour, il devient aumônier des Sœurs Dominicaines de Villecroze, dans le Haut-Var et exerce sa charge pendant cinq ans.
Quand il part de Villecroze, le 17 juin 1997, il envisage une nouvelle aumônerie, mais craint les effets de l'hiver sur sa santé, mais on lui demande d'assurer le poste de responsable à Toulouse-Ringaud. Après un ultime voyage au Mali, pour les 75 ans de la fondation de la paroisse de Mandyakuy, de novembre à février 1998, il assure sa charge à Toulouse puis, en juillet, il rejoint la maison de retraite de Tassy où sa santé continua de décliner. Il meurt le 22 juin 2005. 
Ses obsèques sont célébrées à Grand'Combe-des-Bois. Le 27 novembre 2007, afin de commémorer le jubilé d'or de la cathédrale de San et à la demande de Jean-Gabriel Diarra, le corps de Joseph Perrot est ramené au Mali et inhumé dans la cathédrale de San.